# دیلاتور

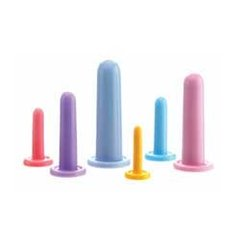
گشادکننده واژن (گونه‌ای از دیلاتورها)

دیلاتور (به انگلیسی: Dilator) جهت گشاد کردن دریچه‌ها و مجاری بدن کاربرد داشته و  موجب ورود آسان تر سایر ابزارهای جراحی به داخل مجاری و حفرات بدن انسان خواهد شد. دیلاتور گاهی به منظور رفع انسداد و همین طور جلوگیری از ایجاد آمبولی مورد استفاده قرار می‌گیرد. دیلاتورها  به ترتیب و از قطرهای کم تا قطرهای زیاد مورد استفاده قرار می‌گیرند.
- امکان دارد یک طرفه یا دو طرفه باشند.
- معمولاً هر نوع از دیلاتورها، مخصوص قسمت خاصی از بدن هستند.